# أولاد امسلح (بوحمام)
أولاد امسلح هي إحدى مشيخات المملكة المغربية، تتبع جغرافيا لإقليم سيدي بنور وإداريًا لبوحمام. يقدر عدد سكانها بـ 7990 نسمة حسب الإحصاء الرسمي للسكان والسكنى لسنة 2004.